# Parc de Vigeland

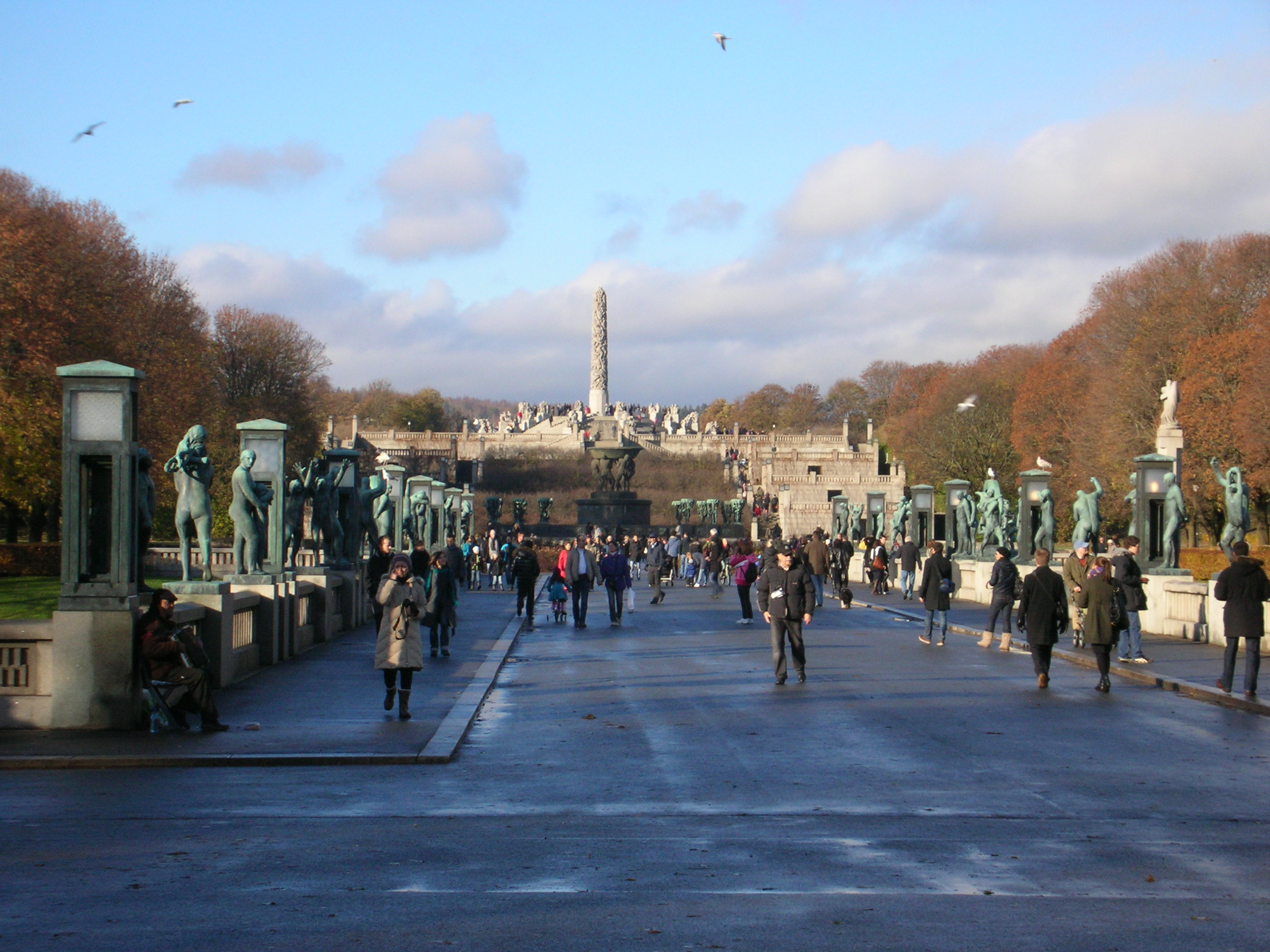
Pont de Vigelandsparken

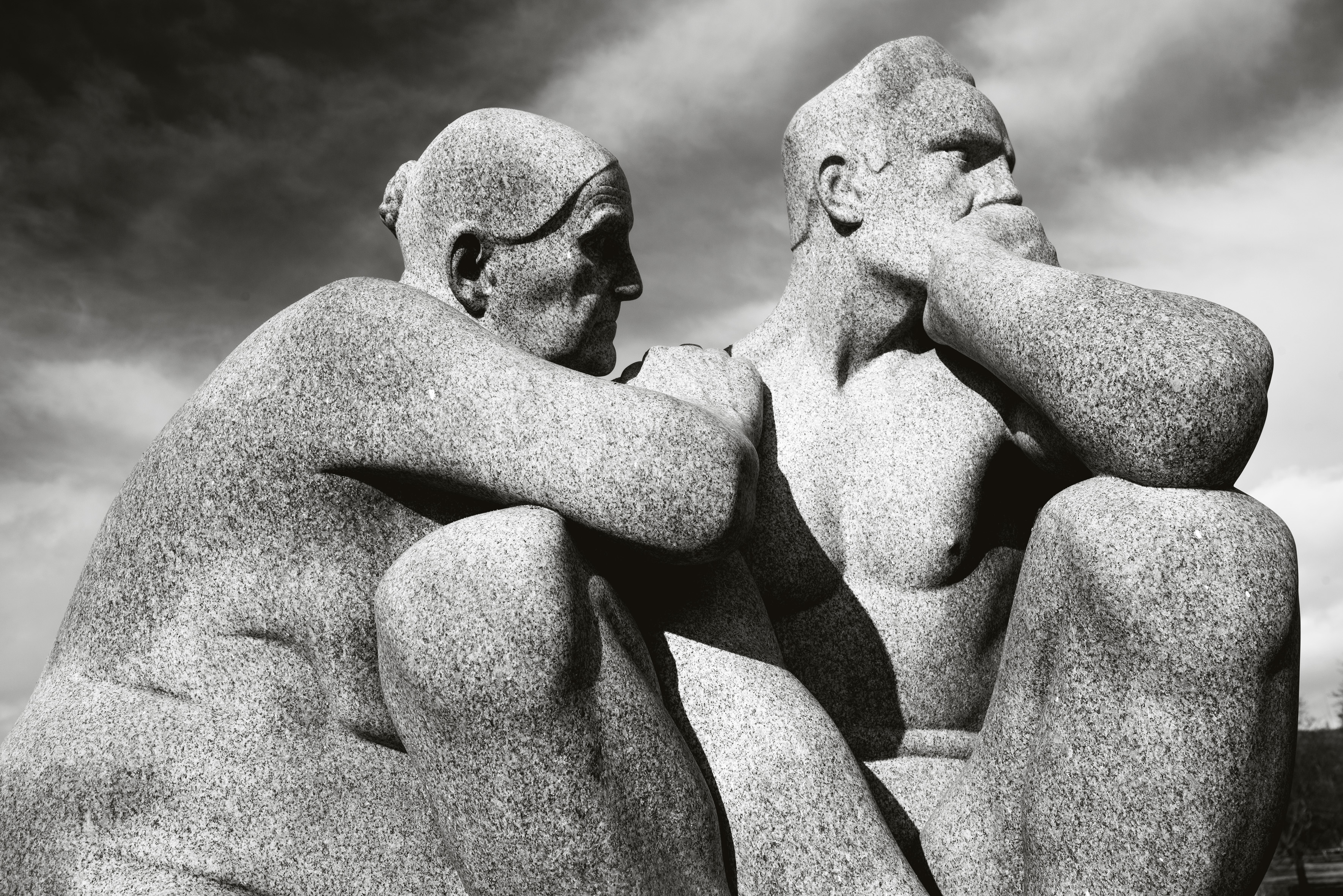
Escultura de Gustav Vigeland

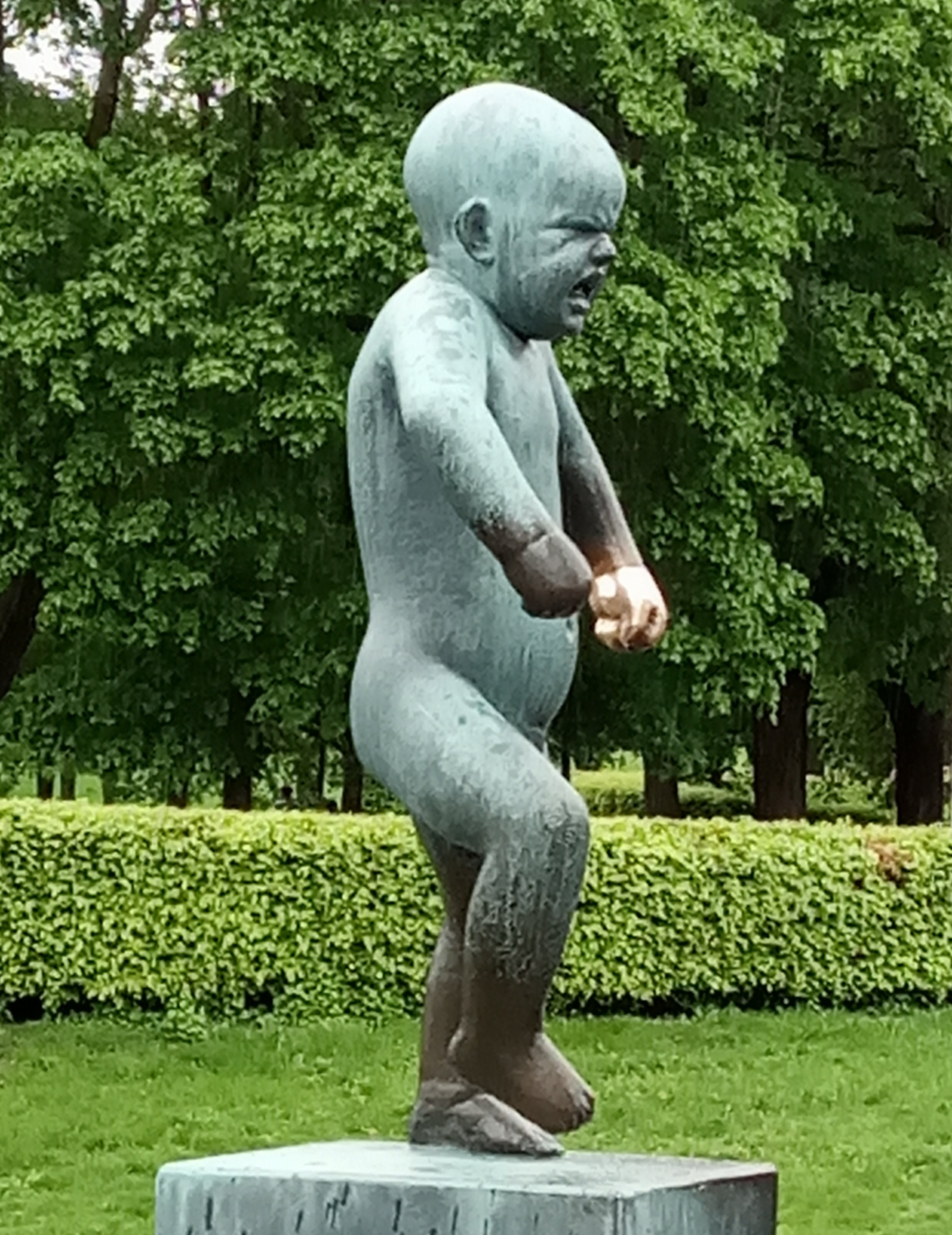
Sinnataggen "el nen enrabiat"

El Parc de Vigeland és el parc més gran d'Oslo situat al nord-oest del centre urbà. És un parc d'escultures que constitueix una de les principals atraccions turístiques d'Oslo. El conjunt, dissenyat tot per Gustav Vigeland (1869-1943), compta amb 212 escultures de bronze i granit que representen diferents etapes de la vida i moviments humans, encarnats en figures nues de grans dimensions. Aquestes figures estan col·locades majoritàriament en tres zones que ocupen l'eix central del parc: el pont, la font i el monòlit. Moltes de les figures escultòriques expressen violència o sentiments exaltats i predominen les escenes on apareixen nens.
La creació del parc va dur-se a terme entre els anys 1907 i 1942, amb la preparació del motlle de cada escultura i el disseny del traçat del parc. L'efecte estètic del conjunt es complementa amb plantacions de roses a l'espai que precedeix el monòlit i amb els jocs de l'aigua del riu i la font. Tot el parc conté abundant arbrat.

## El pont
El pont de granit és la primera zona del parc que es troba després de travessar l'entrada principal, connecta l'entrada principal amb la zona de la font. En total hi ha 52 escultures de bronze que ocupen els extrems i laterals del pont, entre les escultures destaca El nen enrabiat, en noruec Sinnataggen, que ha sigut objectiu d'actes vandàlics. L'any 1992 va ser robat del parc i posteriorment trobat en unes escombraries i l'any 2007 va ser pintat de color rosa.

## La font
Originalment va ser dissenyada per a ser ubicada davant del Parlament. La font va ser fabricada en bronze i decorada amb 60 relleus de bronze individuals. Representant nens i esquelets als braços d'arbres gegants, la font suggereix que de la mort n'esdevé nova vida. A terra envoltant la font hi ha un mosaic de 1800 metres quadrats fet amb granit blanc i negre. Crear el monument va prendre molt de temps a Vigeland: de 1906 a 1947.

## El monòlit
El monòlit de 17 metres és el punt més elevat del parc i el presideix. Està format per 121 figures humanes que s'amunteguen i s'aguanten les unes amb les altres. A la base del monòlit hi ha 36 grups escultòrics de granit que representen els cicles de la vida i les relacions humanes.